# Roffa
Roffa is een Nederlandse film uit 2013 in het kader van de televisiefilmserie One Night Stand. De film werd geregisseerd door Bobby Boermans en is een coproductie van Circe Films, de VPRO, NTR en VARA. Het scenario is geschreven door Jelle Leeksma.
Roffa is straattaal voor 'Rotterdam'.
De film ging in première op het Nederlands Film Festival in Utrecht en werd geselecteerd voor de Gouden Kalf-competitie. De televisiepremière was op 3 januari 2014. Hoofdrolspeler Loek Peters werd genomineerd voor een TV-Beeld voor 'Beste Hoofdrol'. Scenarist Jelle Leeksma werd genomineerd voor een Prix Europa in de categorie 'Most Innovative Television Fiction Script of the Year 2014 by a Newcomer'.

## Verhaal
Jarenlang was Ricardo Tuinfoord, als kopstuk van de harde kern van 'zijn' Feyenoord, berucht in de Nederlandse hooliganscene; door vrienden op handen gedragen, door vijanden verguisd en gevreesd. Na drie jaar vastgezeten te hebben voor een ernstig geweldsdelict wordt Ricardo teruggeplaatst in de maatschappij. Al snel komt hij voor een dilemma te staan: kiest hij voor een leven zonder geweld maar ook zonder aanzien, of valt hij terug in zijn oude gewelddadige gewoontes?

## Rolverdeling
- Loek Peters - Ricardo
- Mads Wittermans - Sjef
- Ilse Heus - Patries
- Joost Koning - Koji
- Annique van Helvoirt - Kelly